# Usages et gratifications
Pour les articles homonymes, voir Gratification.
Le modèle des usages et gratifications est issu du courant empirique-fonctionnaliste.
À partir d'enquête de terrain, est questionnée la fonction remplie par l'usage des médias au sein de publics spécifiques. L'attention est portée sur les usages des médias plutôt que sur les effets de ceux-ci, ce qui présuppose un récepteur actif : l'usager est responsable des messages qu'il sélectionne et interprète. Cette théorie met à mal l'approche déterministe des pratiques médiatiques.

## Présentation
La théorie des usages et gratifications cherche à expliquer pourquoi et comment le public utilise certains médias pour satisfaire certains besoins. Elle se distingue des autres analyses empiriques sur la réception des médias car sa principale question n'est plus « Quel est l'impact des médias sur les publics ? » mais « Comment le public utilise-t-il les médias, et pourquoi ? ».
La théorie des usages et gratifications part du principe que les individus ne sont pas des consommateurs passifs face aux médias. Au contraire, ils ont leur propre usage de ceux-ci.
Cette théorie découle du « Two Step Flow Theory », soit la Théorie de la communication à double étage et de l'étude de la réception des médias par le public. 
Il faut ici comprendre la gratification en termes de satisfaction. Ce modèle fut décrit par Elihu Katz et Jay Blumler dans The uses of Mass Communication, en 1974, comme « une tentative d'expliquer un phénomène en interrogeant un individu sur la façon dont il utilise les communications, au lieu d'autres ressources dans son environnement, afin de satisfaire ses besoins et atteindre ses objectifs ». Cette théorie a donc pour but d'expliquer quelles satisfactions les médias apportent aux individus, quelle est leur réelle fonction et leur véritable importance. Pour Katz, le public choisit les médias et leur contenu en fonction des besoins qu'il cherche à combler. Il est donc actif.
Katz s'est également appuyé sur les travaux de Harold Lasswell, qui avait développé une quadruple interprétation de la fonction des médias : ils auraient une fonction de surveillance, de corrélation, de divertissement et de socialisation pour la société.
Katz décrit trente-cinq besoins sociaux et psychologiques pour les récepteurs répartis en cinq catégories (Katz, Gurevitch, Haas, 1973) : 
- Les besoins cognitifs incluant l'acquisition de connaissance, d'information et de compréhension.
- Les besoins affectifs incluant les émotions, le plaisir ou les sentiments.
- Les besoins d’intégration personnelle (crédibilité, stabilité, statut).
- Les besoins d'intégration sociale (besoin d’interagir avec sa famille, ses amis).
- Le besoin de relâcher la tension (évasion, divertissement).

À partir de ces besoins, Katz va définir quatre usages différents des médias à partir desquels les  récepteurs tireront une gratification : (Dennis McQuail, 1987) :
- La distraction (se changer les idées, évasion, divertissement, oubli de problèmes personnels, relaxation (l'humeur peut jouer sur le choix du média), tuer le temps, éveil à la sexualité),
- Les relations sociales (socialisation, identification aux autres, sentiment d'appartenance, sujets de conversations et d'interactions sociales, substitution d'interaction dans la vraie vie, aide à * La constitution d'un personnage social),
- L'identification personnelle (développer, renforcer son identité et ses valeurs, recherche de modèles, ou de façon de se comporter, identification à un idéal),
- L'information (recherche d'information, recherche d'avis ou d'opinion, satisfaction de la curiosité, auto-éducation, gain en sécurité à travers le savoir).

Ces usages vont donc combler les besoins des individus. La théorie des usages et gratifications postule qu' « un individu utilise les communications de masse pour se connecter (parfois se déconnecter) à travers des relations instrumentales, affectives ou d'intégration avec d'autres (soi-même, famille, amis, nation, etc.) » (Katz, Blumler & Gurevitch, 1974).
Selon les types de connexions, les individus ne choisissent par forcement le même média. L'individu a un besoin d'accomplissement qui lui est propre, il cherche à se connecter avec lui-même et il comblera ce besoin à l'aide de médias tels que les livres ou le cinéma. En revanche, pour se connecter avec le reste de la société, l'individu utilisera plutôt les journaux, la radio, ou la télévision. Mais un programme télévisuel ne gratifiera pas nécessairement le même besoin selon le récepteur. 
Chaque média offre différents contenus qui lui sont spécifiques (La télévision offre par exemple des séries, des journaux télévisés, etc.) et possède un support qui lui est propre.
Pour finir, ils offrent des situations d'expositions différentes en fonction de facteurs sociaux. Les besoins des individus prennent en effet racine dans leurs dispositions psychologiques, mais aussi dans leurs origines sociales, ce qui va déterminer certaines attentes envers les médias. C'est de ces attentes que découlent les phénomènes de gratifications. Mais, par conséquent, les médias vont aussi renforcer les valeurs propres à la situation sociale des individus qui les consomment.
En adoptant une perspective liée aux usages et gratifications, les chercheurs de ce courant ont étudié pourquoi, mais surtout comment les publics regardaient la télévision.Puis, ces recherches se sont étendues à l'étude de l'usage d'internet et dernièrement les médias sociaux. Pour les médias sociaux, les choses ont commencé par l'étude des médias sociaux axés sur l'amitié Ie.i type Facebook, Myspace...), pour porter ensuite sur les médias sociaux axés sur l'intérêt (type LinkedIn, Viadeo, Xing...). La théorie des usages et gratifications a été même mobilisée pour faire une différenciation entre les usages que puissent faire les individus et les entreprises
Les principaux usages liés à cette pratique sont (McQuail, Blumler, Brown, 1972, Sociology of Mass Communication) : 
Évaluation personnelle
- « Je peux me comparer aux experts »
- « J'aime imaginer que je suis dans ce programme et que je suis en réussite »
- « Je suis satisfait que le camp que j'ai choisi a gagné »
- « Ça me rappelle quand j’étais à l'école »
- « J'ai ri aux erreurs des participants »

Sujets d'interactions sociales
- « J'ai hâte d'en parler aux autres »
- « J'aime bien chercher les réponses avec ma famille »
- « J'aime participer au jeu quand d'autres personnes regardent avec moi »
- « Les enfants apprennent beaucoup »
- « Réunion de toute la famille autour d'un même intérêt »
- « C'est un sujet de conversation (pour après) »

Le divertissement
- « Excitation, suspense à la fin »
- « J'aime oublier mes soucis quelque temps »
- « J'aime essayer de deviner le gagnant »
- « Avoir trouvé la bonne réponse me procure un sentiment de satisfaction »

L'éducation
- « Je découvre que j'en savais plus que ce que je pensais »
- « J'ai l'impression de m'être amélioré »
- « C'est éducatif »

On peut donc définir le modèle des usages et gratifications en cinq points : 
- Le public des médias sélectionne les messages qui vont répondre à ses besoins.
- C'est le public qui prend l'initiative de lier un contenu médiatique à la satisfaction de l'un de ses besoins
- Les médias n'ont qu'une fonction parmi d'autres dans la production du lien social (les amis ou les vacances sont par exemple de meilleures sources de gratification pour un individu souhaitant combler un besoin de divertissement)
- Pour comprendre la relation média/public, il faut étudier la motivation et la satisfaction des récepteurs, ainsi que les traits gratifiants d'un message
- Les principales gratifications recherchées par les individus sont les interactions sociales, l'émotion, l'évasion, l'auto-appréciation et le développement éducatif.

Ainsi, Katz analyse de la sorte l'apport des usages et gratifications aux études sur la réception des messages médiatiques : « Le statut du spectateur se voit régulièrement revalorisé au fur et à mesure que se développe la recherche en communication. Au départ, les deux principales écoles de recherche, l'école dite dominante et l'école critique, offrent le portrait d'un spectateur passif, vulnérable aux sollicitations du commerce et de l'idéologie. Peu à peu, le spectateur — mais aussi le lecteur et l'auditeur se sont vus accorder davantage de pouvoir. Avec l'essor des études de gratification, le spectateur devient moins isolé, plus sélectif et plus actif : il est désormais capable de procéder à des choix en fonction des satisfactions recherchées. » (Katz, 1993)
Une autre étude menée sur la série Dallas met elle en lumière la capacité des téléspectateurs à être critique vis-à-vis d'un programme médiatique et montre que la divergence de leurs points de vue est aussi engendrée par la différence de leurs origines sociales.

## Critiques
La principale objection faite au courant de recherche en usages et gratifications est de minimiser l'impact des médias. Son approche est de tradition fonctionnaliste dans la mesure où elle étudie la fonction des institutions au sein d'un système, ici les médias dans la société. La question des usages est donc posée du point de vue de ses conséquences pour le fonctionnement du système social. Les médias existent pour satisfaire les besoins, désirs et intérêts des individus, en réalité ils dépendent d'eux. C'est leur fonction dans la société. Ils sont ainsi obligés d'être suiveurs, de dépister les tendances afin de suivre les goûts du public. 
Si l'on poursuit ce raisonnement, la société de consommation serait le meilleur modèle souhaitable puisque la consommation répond aux besoins des gens. Les Usages et Gratifications, en évacuant la réflexion sur les enjeux socio-politiques de l'information (notamment la structure sociale et la place des médias dans la structure sociale) relativisent le pouvoir d'influence des médias. Or, d'autres courants d'études de la même période, dont l'analyse fut portée sur la réception des messages médiatiques, tel que les Cultural Studies (Stuart Hall, Richard Hoggart, etc.), postulent que les rapports de dominations subsistent, notamment du fait des difficultés liées à l'affranchissement des modèles imposés par la société.